# Lục Trị Nguyên
Lục Trị Nguyên (tiếng Trung giản thể: 陆治原, bính âm Hán ngữ: Lù Zhìyuán, sinh tháng 8 năm 1964, người Hán) là chính trị gia nước Cộng hòa Nhân dân Trung Hoa. Ông là Ủy viên Ủy ban Trung ương Đảng Cộng sản Trung Quốc khóa XX, hiện là Phó Bí thư Tỉnh ủy Sơn Đông, Bí thư Thành ủy Thanh Đảo. Ông nguyên là Thường vụ Tỉnh ủy, Bộ trưởng Bộ Tổ chức Tỉnh ủy Liêu Ninh; Phó Tỉnh trưởng Thiểm Tây.
Lục Trị Nguyên là đảng viên Đảng Cộng sản Trung Quốc, học vị Tiến sĩ Kinh tế học, chức nghiệp Kế toán viên. Ông có sự nghiệp 30 năm công tác khắp các địa phương ở quê nhà Thiểm Tây trước khi được điều chuyển tới các tỉnh thành khác của Trung Quốc.

## Xuất thân và giáo dục
Lục Trị Nguyên sinh tháng 8 năm 1964 tại huyện Tuy Đức thuộc địa cấp thị Du Lâm, tỉnh Thiểm Tây, Cộng hòa Nhân dân Trung Hoa. Ông lớn lên và tốt nghiệp cao trung ở huyện Tuy Đức, đến tháng 9 năm 1984 thì tới thủ phủ Tây An theo học hệ Tài chính của Học viện Tài chính Kinh tế Thiểm Tây, tốt nghiệp Cử nhân Tài chính vào tháng 7 năm 1988. Trong quá trình học ở trường, ông cũng được kết nạp Đảng Cộng sản Trung Quốc vào tháng 11 năm 1987. Tháng 9 năm 1990, ông trở lại trường Tài Kinh, là nghiên cứu sinh và nhận bằng Thạc sĩ Tài chính vào tháng 7 năm 1993. Năm 2003, ông một lần nữa trở lại trường cũ, nay đã được sáp nhập vào Đại học Giao thông Tây An, tiếp tục là nghiên cứu sinh sau đại học về kinh tế học, bảo vệ thành công luận án tiến sĩ "Lịch sử phát triển cùng triển vọng của lý thuyết tích tụ sản nghiệp" (产业集聚理论的历史发展与展望), trở thành Tiến sĩ Kinh tế học vào tháng 11 năm 2006.

## Sự nghiệp

### Thiểm Tây
Tháng 8 năm 1988, sau khi tốt nghiệp trường Tài Kinh, Lục Trị Nguyên được phân về Diên An, làm giảng viên của Trường Tài chính Kinh tế Diên An của Thiểm Tây. Sau 2 năm giảng dạy và 3 năm học cao học, đến tháng 7 năm 1993, ông được phân tới Phòng Dự toán của Cục Tài chính thành phố Tây An làm chuyên viên, thăng chức làm Phó Trưởng phòng từ tháng 3 năm 1995. Tháng 5 năm 1997, ông được điều sang Phòng Quản lý thu phí của Cục Tài chính làm Trưởng phòng, rồi trở lại làm Trưởng phòng Dự toán từ tháng 9 năm 1998. Vào cuối năm 2000, ông được thăng chức làm Phó Cục trưởng Cục Tài chính Tây An, giữ chức này gần 2 năm thì được điều về quận Diêm Lương – quận ngoại thành của thủ phủ Tây An, liền về với quận Phú Bình của Vị Nam quê hương của nhà lãnh đạo Tập Cận Bình – nhậm chức Phó Bí thư Quận ủy, Quận trưởng, cấp phó sảnh. Từ tháng 2 năm 2005, ở Diêm Lương, ông kiêm nhiệm là Phó Bí thư Ủy ban Công tác Đảng, Chủ nhiệm Ủy ban Quản lý Căn cứ sản nghiệp công nghệ cao hàng không Quốc gia Diêm Lương Tây An. Cuối năm này, ông là Bí thư Quận ủy Diêm Lương, đến tháng 8 năm 2008 thì được điều tới quận nội thành Bá Kiều làm Bí thư Quận ủy, kiêm Bí thư Đảng tổ Văn phòng Phát triển tổng hợp khu dệt may thành thị Tây An từ tháng 12 năm 2009. Nửa năm sau, vào tháng 6 năm 2010, Lục Trị Nguyên được điều về quê nhà Du Lâm nhậm chức Phó Bí thư Thị ủy Du Lâm, rồi quyền Thị trưởng, Thị trưởng Du Lâm từ giai đoạn cuối năm 2011, đầu năm 2012. Đầu năm 2013, ông ứng cử và trúng cử là đại biểu của Đại hội Đại biểu Nhân dân Toàn quốc khóa XII nhiệm kỳ 2013–18. Tháng 5 năm 2016, ông được điều sang quận Vị Nam, nhậm chức Bí thư Thị ủy và Chủ nhiệm Ủy ban Thường vụ Nhân Đại Vị Nam, đến tháng 1 năm 2018 thì được miễn nhiệm ở Vị Nam, được bổ nhiệm làm Phó Tỉnh Thiểm Tây.

### Các địa phương khác
Tháng 9 năm 2018, sau tròn 30 năm công tác ở quê nhà Thiểm Tây, Lục Trị Nguyên được điều tới tỉnh Liêu Ninh, được Ban Bí thư Ủy ban Trung ương Đảng chỉ định vào Ủy ban Thường vụ Tỉnh ủy, nhậm chức Bộ trưởng Bộ Tổ chức Tỉnh ủy Liêu Ninh. Sau 3 năm ở Liêu Ninh, tháng 9 năm 2021, ông được điều sang Sơn Đông, tiếp tục vào Ủy ban Thường vụ Tỉnh ủy, được phân về thành phố Thanh Đảo nhậm chức Bí thư Thành ủy Thanh Đảo kiêm Hiệu trưởng Trường Đảng Thanh Đảo. Tháng 6 năm 2022, ông được phân công thêm là Phó Bí thư chuyên chức Tỉnh ủy Sơn Đông, được bầu là đại biểu của Sơn Đông dự Đại hội Đảng Cộng sản Trung Quốc lần thứ XX. Trong quá trình bầu cử tại đại hội, ông được bầu là Ủy viên Ủy ban Trung ương Đảng Cộng sản Trung Quốc khóa XX.